# Sanjaya

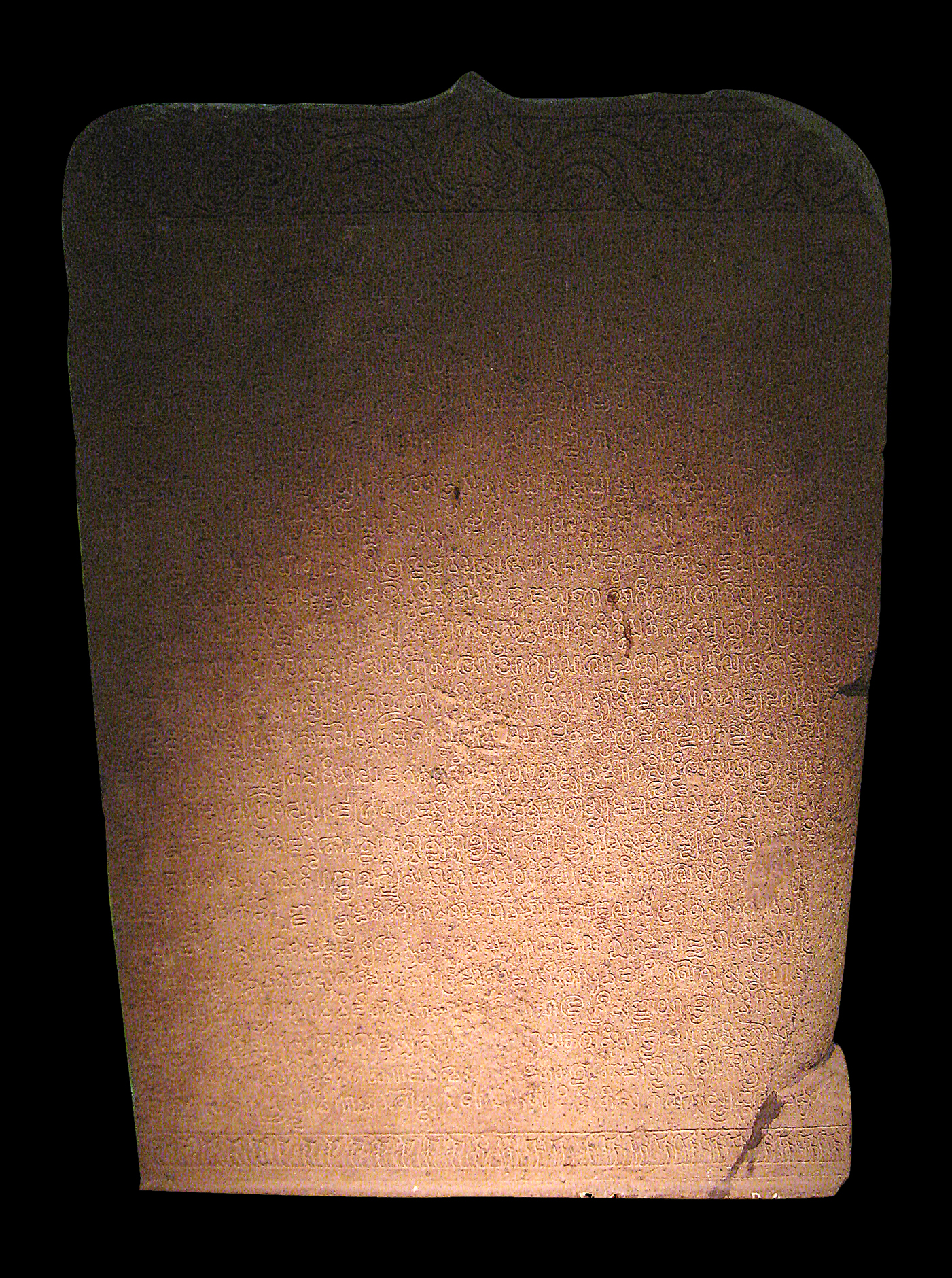
L'inscription de Canggal

Sanjaya est un souverain shivaïte du centre de Java en Indonésie. Il nous est connu par deux inscriptions.
La première, dite de Canggal, datée de 732, dit que Sanjaya, raka (seigneur) de Mataram, a fondé un sanctuaire dédié à Shiva avec un linga, sur la colline de Bukit Ukir (située à 10 km à l'est du temple bouddhiste de Borobudur.
La deuxième, dite de Mantyasih (trouvée à 15 km au nord de Borobudur), datée de 907 et émise par le roi Balitung (898-910), contient une liste de rois qui ont précédé Balitung à partir de Sanjaya.
Curieusement, le successeur de Sanjaya sur cette liste est un raka i Panangkaran (seigneur de Panangkaran) qui est par ailleurs associé à la fondation en 778 du temple de Kalasan, également bouddhiste. Ce seigneur de Panangkaran était donc un roi de la dynastie bouddhiste des Sailendra.

## Les rois Sanjaya
- Dyah Lokapala, rakai ("seigneur à") Kayuwangi (856-886)
- Rakai Watuhumalang (886-898)
- Balitung, rakai Watukura, avec le titre de Sri Iswarakesawotsawatungga (899-910)
- Daksa (910-919)
- Tulodong, avec le titre de Sri Sajanasanmatanuragatuggadewa (919-924)
- Wawa, avec le titre de Sri Wijayalokanamottungga (924-929)